# Estadio Municipal de El Plantío
Das Estadio Municipal de El Plantío, auch unter dem Namen El Plantío bekannt, ist ein Fußballstadion in der spanischen Stadt Burgos. Es ist die Heimspielstätte des Fußballvereins Burgos CF. Die Anlage hat ein Fassungsvermögen von 12.200 Personen.